# Телепниха (Архангельская область)
Телепниха — деревня в Холмогорском районе Архангельской области.

## География
Находится в центральной части Архангельской области на расстоянии приблизительно 7 км на северо-запад по прямой от районного центра села Холмогоры на левом берегу рукава Курополка реки Северная Двина.

## История
В 1859 году здесь (тогда деревня Холмогорского уезда Архангельской губернии) было учтено 9 дворов, в 1905 — 10. До 2022 года входила в Холмогорское сельское поселение до его упразднения.

## Население
Численность населения: 50 человек (1859 год), 160 (1905), 7 (русские 100 %) в 2002 году, 5 в 2010.